# Bernardo Arnaut do Rivo
O Beato Frei Bernardo Arnaut do Rivo (ou de Rivo), O.P. (? – 2 de Março de 1502) foi um religioso português.

## Biografia
Filho segundo de Guilherme Arnaut e de sua mulher Helena ..., foi um Frade da Ordem dos Pregadores a quem D. João II de Portugal visitara muitas vezes e, por seu respeito, dera ao Convento de São Domingos de Benfica, onde ele era professo, uma boa fazenda na Ericeira. Está enterrado no dito Convento, com grande veneração.